# 阿歷斯·簡力治
阿歷斯·簡力治（Alexander Kendrick，1970年6月11日—）是美國的牧師、編劇、製片人、導演與演員。他以執導和主演多部基督信仰題材電影而聞名，包括《挑戰巨人》、《防火牆》、《勇氣挑戰》、《禱告大作戰》與《超越自我》。他是極少數有四部電影獲得CinemaScore「A+」評價的導演之一。
由簡力治執導的電影於全球累計票房超過1億9000萬美元。

## 生平
阿歷斯·簡力治出生於喬治亞州雅典，為家中三兄弟之中排行第二。他在斯邁納成長，就讀肯尼索州立大學並取得傳播學士學位。畢業後曾擔任基督教電台DJ，後進入新奧爾良浸信會神學院就讀並受按立為牧師。之後於喬治亞州瑪麗埃塔擔任大學生事工牧者四年。
1999年至2014年間，簡力治在舍伍德浸信會教堂擔任副牧師。2002年，他創立舍伍德影業（Sherwood Pictures），並拍攝《Flywheel》（2003年）、《挑戰巨人》（2006年）、《防火牆》（2008年）、《勇氣挑戰》（2011年）等片。
他與弟弟Stephen Kendrick共同撰寫多本暢銷書，包括《愛的勇氣挑戰》，該書曾連續131週登上《紐約時報》暢銷榜。此外，《The Resolution for Men》和《The Battle Plan for Prayer》也曾名列榜上。
2013年，他與兄弟共同創立Kendrick Brothers製作公司。
2015年執導的《禱告大作戰》在美國上映第二週即登上票房冠軍。
2018年3月，他宣佈與兄弟開拍第六部電影《超越自我》，由索尼影業發行，並於2019年8月23日上映。
2019年底，簡力治兄弟宣佈即將於2020年夏季拍攝一部根據真實故事改編的電影，由兩人擔任監製。

## 外部連結
- 阿歷斯·簡力治在互联网电影资料库（IMDb）上的資料（英文）
- Kendrick Brothers 官方網站
- 阿歷斯·簡力治的見證 - I Am Second